# Gnuplot
gnuplot és un programa informàtic flexible sota intèrpret de comandaments per a generar gràfiques en dues i tres dimensions de funcions i dades. El programa funciona en la majoria de sistemes operatius (Linux, UNIX, Windows, Mac OS X…). És un programa amb força història i els seus orígens daten del 1986.
El gnuplot pot produir els gràfics directament a la pantalla o en diferents formats d'arxiu gràfic, com PNG, EPS, SVG o JPEG entre d'altres. El programa té una gran base d'usuaris i està ben mantingut pels seus programadors. Existeix una gran quantitat de documentació i ajuda a Internet, la major part en anglès.

## Llicència
Encara que s'anomeni d'aquesta manera, aquest programa no té cap relació amb el projecte GNU. Originalment, es va escollir el nom per evitar conflictes amb un altre programa de dibuix de gràfiques anomenat "newplot", que en anglès es pronuncia igual. També es va prendre en consideració la semblança amb dos altres noms proposats, "llamaplot" i "nplot" (gnu, en anglès, significa nyu).
El programa es distribueix de franc sota una llicència de programari lliure que en permet la còpia i modificació del seu codi font. Ara bé, les seves modificacions només es poden redistribuir sota la forma de pedaços (patches), i per tant, no és compatible amb la llicència GNU GPL. Tot i això, moltes distribucions i paquets de la GNU el fan servir.